# Ishuset i Liseleje
Ishuset i Liseleje blev bygget af Liseleje fiskeriforening 1901. Da Frederiksværkbanen kom dertil i 1897, blev der mulighed for at sende fangsten på længere strækninger.
Ishuset blev brugt til opbevaring af is, som om vinteren blev skåret i Viget. (Arealet i lavningen langs Hyllingebjergvej op til vandværket, som begynder ved Søvej.) Der stod vandet om vinteren op til en meters højde. Isblokke blev savet, kørt hjem med hest og opbevaret i ishuset til om sommeren. Senere blev den knust og lagt i kasser og sendt så langt væk som til Hamborg, hvor fiskeriforeningen havde en aftale med en tysk importør.
Resten af ishuset blev brugt til opbevaring og imprægnering af garn, der var af bomuld. Det var egebark, der blev kogt i gruekedelen, herefter blev det lagt til tørre i klitterne. På det tidspunkt var der 15-20 erhvervsfiskere i Lisejeje, nogle solgte fiskene ved at køre ud på landet med trillebør, så langt som til Helsinge og Annisse. Det var også småt med pengene i landbruget, så ofte byttede man, med høns, æg og kartofler, som pengene alligevel skulle bruges til i de børnerige familier.
Senere købte fiskerne større både og sejlede ud fra Hundested, og den store tid for ishuset var nu forbi.
Ishuset her ligger på jord, der sammen med strandarealet tilhører Statsskoven, hvortil der betales en mindre årlig afgift som leje. Huset vedligeholdes af Liseleje Borgerforening, hvis bomærke det også er. 

## Ekstern henvisning
- Ishuset Arkiveret 11. marts 2007 hos  Wayback Machine

56°0′52.59″N 11°57′56.49″Ø / 56.0146083°N 11.9656917°Ø